# خورخي أرتيجا (لاعب كرة قدم)
خورخي أرتيجا (بالإسبانية: Jorge Arteaga)‏ هو لاعب كرة قدم ومدرب كرة قدم بيروفي، ولد في 29 ديسمبر 1966 في ليما في بيرو. شارك مع منتخب بيرو لكرة القدم. أما مع النوادي، فقد لعب مع نادي سبورتينغ كريستال.

## وصلات خارجية
- خورخي أرتيجا على موقع الاتحاد الدولي (مؤرشف)  (الإنجليزية)
- خورخي أرتيجا على موقع قاعدة بيانات كرة القدم.إي يو (الإنجليزية)
- خورخي أرتيجا على موقع ناشيونال فوتبول تيمز (الإنجليزية)